# Фюрерство

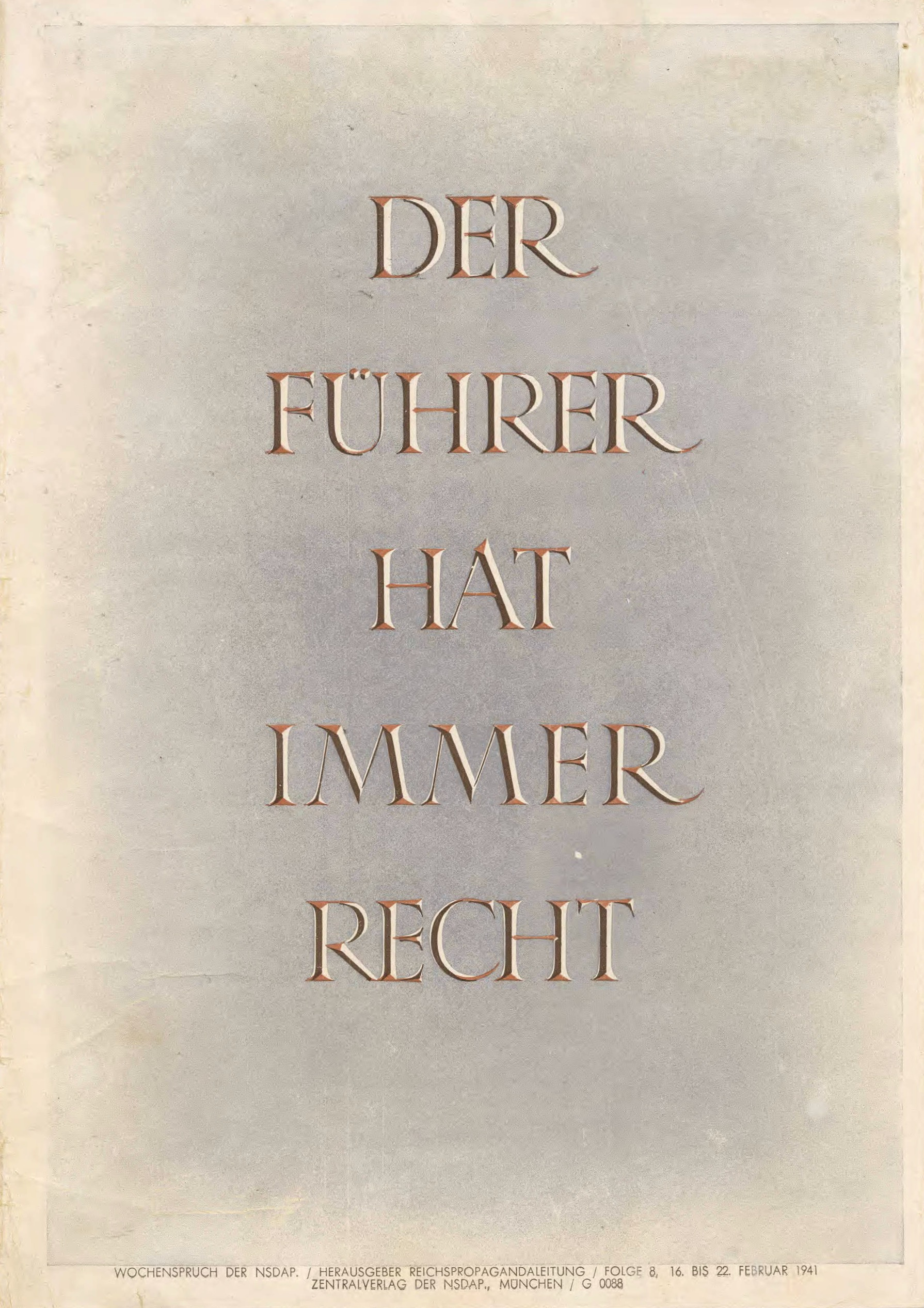
Стенная газета Wochenspruch der NSDAP, 16 февраля 1941 года, «Фюрер всегда прав»

Фю́рерство, принцип фюрера, (нем. Führerprinzip) — неофициальный основной принцип государственного строя нацистской Германии, который можно описать так: «слово фюрера выше всего писаного закона». Государственная политика, решения и бюрократия должны были придерживаться этого принципа.
В реальном политическом употреблении, «фюрерство» — тот же вождизм, и относится, в основном, к практике любой диктатуры, в том числе в рядах практически любой политической партии, и соответственно, имеет все признаки политического фашизма. Например, нацистская пропаганда широко возводила культ личности Адольфа Гитлера как «единственного героического лидера, преодолевающего невзгоды комитетов, бюрократов и парламентов», в точности то же самое делала итальянская пропаганда восхваляя величие Муссолини, и советская пропаганда, насаждавшая в СССР культ личности Сталина.

## Происхождение
Нацизм возник в результате развития и радикализации немецкого национализма и национального романтизма. Этнический национализм появился в Германии на рубеже XVIII—XIX веков, когда страна была раздроблена. В его основе лежала идея культурного единства всех немцев независимо от государственной принадлежности. Теоретически это обосновал Иоганн Гердер, первым приписавший культуре черты индивида. Основу германского национализма составляло холистическое представление о населении, которое объединено общими языком и культурой и представляет собой своего рода единый организм, наделённый общей духовностью и общим психическим складом, что отличает его от таких же характеристик других народов. Духовность передаётся из поколения в поколение, то есть якобы наследуется биологическим путём и связывает народ с определённым физическим обликом. Эта связь обусловливает большую глубину и непрерывность истории народа, что позволяет искать его корни в далёком прошлом. Распространено представление, что именно в отдалённом прошлом народ обладал первозданной культурной и биологической чистотой.
Имея общий «дух», народ должен иметь и общие интересы, разделять единую идеологию. Радикальный национализм (интегральный национализм) признаёт деление общества на социальные группы или классы, но рассматривает их в качестве функциональных категорий, работающих на общее дело. Идеальной политической организацией считается единое общенародное государство с одной партией и одним лидером, что должно исключить борьбу классов. В нацизме эта идея выражена в лозунге: «Один народ, одна партия, один фюрер». До нацизма сходную позицию занимали русские черносотенцы. Культуры народов представляются как строго локальные, развивающиеся своим путём и неспособные достичь полного взаимопонимания по причине различного «народного духа».

## Строй и идеология в Третьем рейхе
Фюрерство не придумали нацисты. Герман фон Кейзерлинг, философ балтийских немцев из Эстонии, был первым, кто использовал этот термин. Одно из центральных утверждений Кейзерлинга заключалось в том, что некоторые «одаренные личности» были «рождены, чтобы править» на основе социального дарвинизма.
Идеология фюрерства рассматривает каждую организацию как иерархию лидеров, где каждый лидер несёт абсолютную ответственность в своей области, требует абсолютного повиновения от тех, кто ниже его, и отвечает только перед начальством. Верховный лидер Адольф Гитлер отвечал только непосредственно перед немецким народом. Итальянский философ Джорджио Агамбен утверждал, что Гитлер считал себя воплощением автократии, и как живой закон или самый высший закон, эффективно сочетающий в себе исполнительную власть, судебную власть и законодательную власть . После Ночи длинных ножей Гитлер заявил: «В этот час я был ответственен за судьбу немецкой нации и, следовательно, был верховным судьей немецкого народа!»
Обоснование гражданского использования фюрерства заключалась в том, что беспрекословное подчинение начальству якобы создавало тот самый пресловутый «немецкий орднунг» (порядок), а соответственно и процветание. После прихода к власти, Адольф Гитлер запретил другие партии кроме НСДАП, а фюрерство стало неотъемлемой частью нацистской партии в июне 1934 года, когда Гитлер устроил своим политическим противникам ночь длинных ножей. После того как Гитлер был назначен рейхсканцлером и принял на себя полномочия рейхспрезидента после смерти Пауля фон Гинденбурга, он изменил свой титул на «фюрер и рейхсканцлер», и фюрерство стало неотъемлемой частью немецкого общества.
Герман Геринг сказал Невилю Хендерсону, что: «Когда нужно принять решение, никто из нас не имеет большего значения, чем камни, на которых мы стоим». Альберт Шпеер отмечал, что многие нацистские чиновники боялись принимать решения в отсутствие Гитлера. Хотя, правила часто становились устными, а не письменными; инициативные лидеры, которые пренебрегали правилами и сами создавали сферы влияния, могли получить похвалу и продвижение по службе.

## Нацистская пропаганда
Многие нацистские пропагандистские фильмы пропагандировали важность фюрерства. В школах мальчикам-подросткам давали скандинавские саги как иллюстрацию темы фюрерства, которая была развита с такими героями, как Фридрих Великий и Отто фон Бисмарк. Это всё сочинялось с целью прославления фюрера Великогерманского рейха. Немецкая пропаганда объясняла, что Ночь длинных ножей была «вынужденной необходимостью для спасения Германии». Буклеты, раздаваемые для пожертвований на Зимнюю помощь, включали коллекцию фотографий Гитлера, в стиле «Фюрер делает историю», и «Битва фюрера на Востоке» Такие фильмы, как «Триумф Воли» также прославляли его.
Карл Шмитт привлеченный к нацистской партии своим восхищением её решительным лидером хвалил Гитлера в своих брошюрах, ибо только безжалостная воля такого лидера могла спасти Германию и её народ от «асфальтовой культуры» современности, добиться единства и аутентичности.